# Penguin Prince
Penguin Prince (ペンギンプリンス?, Pengin purinsu) è un volume manga che raccoglie gli one-shot shōjo di Kyousuke Motomi pubblicati da Shogakukan sulla rivista Betsucomi. Pubblicata originariamente nel 2006, la raccolta è stata importata in Italia da Flashbook.

## Trama

### Penguin Prince
Ranko Teshigawara e Riuuji Murakami, il “principe della scuola”, sono i due favoriti alla competizione di inglese. Tra i due il più favorito è il principe idolo delle studentesse, mentre Teshigawara è stata addirittura soprannominata “la strega” dalla parte avversa.
Un giorno però Ranko sorprende il rivale cercare freneticamente il piccolo peluche fonte della sua sicurezza: il pinguino Kojiro.
Aiutatolo nella ricerca, Riuuji rimane molto colpito dalla gentilezza dell'avversaria disposta a cercare il pinguino nonostante la competizione tra loro due e a tacere della “debolezza” di Murakami a tutte le sue fan.
Scoperta così Ranko, Riuuji comincia a trascorrere molto tempo assieme a lei suscitando le gelosie di molte sue ammiratrici; quando poi Teshigawara viene sabotata addirittura dal consiglio studentesco, il principe decide di non approfittare della cosa e di riscrivere, anche lui, come la compagna il proprio intervento in inglese.
Il giorno della competizione Ranko e Riuuji, emozionati, stringono insieme il pinguino Kojiro, fautore della loro inaspettata storia d'amore.

### One Thousand Years Love Song
Uscito nel 10º numero di Betsucomi, 2005
Tamaki Minagawa è la studentessa coi voti più alti in letteratura di tutta la sua classe e per questo, alla competizione scolastica viene scelta per gareggiare nel gioco di carte di antica poesia giapponese: le sfide, infatti, prevedono oltre che una certa dose di prontezza di riflessi anche una buona conoscenza di alcuni componimenti di poesia.
A Tamaki viene affiancato Kazama, il buffone della classe, una scelta quasi obbligata dato lo scarso rendimento dell'intera classe nel campo della letteratura.
I due, mai molti intimi sino ad allora, prendono la sfida molto sul serio ed iniziano a vedersi assiduamente per allenarsi: i loro amici contano molto sul duo e così responsabilizzati sia Minagawa che Kazama tengono a fare bella figura.
Il girone della gara tuttavia l'atmosfera tra i due è molto tesa: Kazama ha infatti scoperto i sentimenti che lei prova per lui e questo li ha portati ad allontanarsi, inoltre la loro classe ha perso tutte le altre sfide e l'unico modo per tornare in vetta ala classifica è guadagnarsi il primo posto nel gioco di carte.
Nonostante tutte le premesse Tamaki riesce a vincere e, sola con Kazama, finalmente scopre che il ragazzo, sebbene celate, provava per lei le stesse emozioni.

### Sitting Straight Tea Time
Publiicata sul numero di febbraio 2004 di Betsucomi
Hatsune è una ragazza imbranata e la sua sorella maggiore per questo la iscrive a lezioni di cerimonia del tè. La ragazza contrariata all'idea si ritrova inoltre ad essere seguita dal suo senpai, Kei. 
Il giovane, nonostante la grande abilità nell'arte tradizionale, gode della fama di teppista e bullo a scuola e a farne le spese è Hatsune che, sola con lui, si trova ad essere spesso rimproverata burberamente e derisa da Kei.
Col tempo tuttavia Hatsune finisce per innamorarsene e quando gli si dichiara per un equivoco scappa senza neanche ascoltare la risposta del ragazzo. I giorni seguenti la madre ed istruttrice le dice che Kei è partito repentinamente per l'America. Hatsune decide di seguitare a praticare la cerimonia del tè anche allo scadere dei tre mesi prestabiliti con la sorella. Un giorno reincontra Kei: il giovane era partito semplicemente per un viaggio in America e, complice la madre, Hatsune aveva ancora frainteso. Finalmente riuniti Kei dice di ricambiare i sentimenti di Hatsune.

### Tea Time with Flowers and You
Ormai una coppia, Kei e Hatsune studiano assieme l'arte della cerimonia del tè, si aspettano a scuola e trascorrono molto tempo assieme.
Ma un giorno riappare Kinuko, ex maestra di Kei e, nonostante la differenza di età, primo amore del ragazzo. Tornata dagli USA, la donna ancora ricorda la promessa fattale dal ragazzo due anni prima: iniziare a frequentarlo se questi si fosse dimostrato ormai maturo nella cerimonia al suo ritorno dall'estero.
Sentendosi tradita da questa rivelazione del passato del suo ragazzo, Hatsune, vedendosi inferiore rispetto alla rivale, decide di lasciare Kei e dimenticarlo. Quando questi però le confessa di amarla davvero e di aver spiegato a Kinuko di non tenere più da conto della promessa, la coppia torna felice insieme.

### Searching for Four-Leaf Clover
Pubblicato su Deluxe Betsucomi di ottobre 2003
Quando Kiku Kajiyama scorge il genio della classe, Sakaki, gettare degli spartiti in un cestino di un parco, non immagina che il ragazzo, geniale a scuola e al pianoforte abbia un tormentato rapporto con la musica; Kiku viene infatti ripresa e spinta in malo modo da Sakaki quando cerca di recuperare gli spartiti.
A scuola il ragazzo poi si scusa e le ritrova l'orecchino che le era caduto il giorno prima al parco. Poi, riconciliatisi, i due finiscono per avvicinarsi al punto che il pianista le confessa di non avere mai amato la propria musica e di non riuscire a trasmettere emozione.
Rincuorato e confortato Sakaki promette a Kiku di farle ascoltare un giorno un proprio pezzo e poi si separa da lei perché è in procinto di trasferirsi in una nuova scuola dove può proseguire gli studi musicali. Kiku scopre di sentire molto la mancanza del giovane, ma un giorno le arrivano da un mittente sconosciuto un biglietto del treno ed uno per un concerto.
Riconosciuto Sakaki, i due giovani si ritrovano, pronti a dare un nuovo inizio al loro rapporto.